# Sophta ozolicoides
Sophta ozolicoides là một loài bướm đêm trong họ Noctuidae.